# رضا کریمی (بازیکن فوتبال)
رضا کریمی (زادهٔ ۱ شهریور ۱۳۷۷) یک بازیکن فوتبال اهل ایران است. او سابقه حضور در باشگاه‌های گسترش فولاد تبریز و استقلال را نیز دارد.

## فوتبال پایه
این بازیکن فوتبال پایه خود را از مقاومت تهران شروع کرد و بعد به تیم‌های شهرداری اردبیل و فرنز یونایتد پیوست.

## دوران حرفه‌ای

### گسترش فولاد تبریز
وی فوتبال حرفه ای خود را ازتیم گسترش فولاد تبریز شروع کرد و در این تیم یک بازی انجام داد و گلی نزد.

### اسکندربو کورچه
پس از بازی در تیم گسترش فولاد تبریز او به تیم اسکندربو کورچه پیوست و شش بازی کرد.

### تئوتا دورس
او دریک دوره به‌صورت قرضی به تیم تئوتا دورس پیوست.

### استقلال تهران
او در تیم استقلال تهران بهترین تیم لیگ برتر ایران بازی می‌کرد اما با تصمیم آندره ا استراماچونی سرمربی استقلال از این تیم کنار گذاشته شد.